# ルハーンシク州
- ルハーンシク州
- ルハンスク州

ルハーンシク州
Луганська область

2022年ロシアのウクライナ侵攻におけるロシアによるルハーンシク州占領∶
占領されていないウクライナの領土
占領から解放されたウクライナの領土
ロシアの占領地域
2014年以降のルガンスク人民共和国またはロシアの実効支配地域

ルハーンシク州（ルハーンシクしゅう、ウクライナ語: Луганська область, ルハーンシカ・オーブラスチ; ルガンスク州、ロシア語: Луганская область, ルガンスク・オーブラスチ）は、ウクライナの州の一つ。州都はルハーンシク。日本外務省はルハンスク州と呼んでいる。

## 地理
| 母語話者（ルハーンシク州） 2001 | 母語話者（ルハーンシク州） 2001 | 母語話者（ルハーンシク州） 2001 | 母語話者（ルハーンシク州） 2001 | 母語話者（ルハーンシク州） 2001 |
| ------------------------------- | ------------------------------- | ------------------------------- | ------------------------------- | ------------------------------- |
|                                 |                                 |                                 |                                 |                                 |
| ウクライナ語                    | ウクライナ語                    |                                 | 30.0%                           | 30.0%                           |
| ロシア語                        | ロシア語                        |                                 | 68.8%                           | 68.8%                           |

ウクライナの最も東に位置し、西はドネツィク州、ハルキウ州、北、東、南はロシアのヴォロネジ州、ベルゴロド州、ロストフ州と接している。

## 歴史
元々この地域はキエフ公国領ではなく、ブルガリア人などが暮らしていた。
10世紀から13世紀頃まではクマン人が主に定住していたが、モンゴル帝国の征服にあい支配を受けることになった。
2014年、「ルガンスク人民共和国」を自称する親ロシアの分離・独立派による同地の行政庁舎の占拠により、一時的にセベロドネツクに移していた。
2022年、ロシアの軍事侵攻が始まると全域が親ロシア派に占領され、7月4日にウクライナ軍が全土から撤退した。同年9月30日にはロシアが併合を宣言したが、翌月上旬にはウクライナ軍の侵入を許している。
2023年9月8日、併合宣言後、初めてとなるロシアの統一地方選挙。州内でも投票が行われた。

## 人口
2001年ウクライナ国勢調査によるデータ。
- 総人口：2,546,200人[7]
- 都市人口：2,190,800人（86%）；農村人口：355,400人（14%）[8]
- 性別人口：男性は1,169,900人（46%）；女性は1,376,300人（54%）[9]